# Андреас фон Гунделфинген
Андреас фон Гунделфинген-Хеленщайн (на немски: Andreas von Gundelfingen-Hellenstein; † 14 декември 1313, Вюрцбург) е епископ на Вюрцбург (1303 – 1313).

## Биография
Той е четвъртият син на Улрих II фон Гунделфинген-Хеленщайн († 1280), от днешния град Гунделфинген ан дер Донау, и съпругата му Аделхайд фон Албек († пр. 1279), дъщеря на Зибото фон Албек († сл. 1220). Брат е на Дегенхард († сл. 1293), Улрих III († сл. 1263), Готфрид († сл. 1280), Сибото († сл. 1296), Аделхайд († 1269), омъжена за Валтер II фон Файминген († сл. 1272), Маргарета († сл. 1269), омъжена за Хайнрих фон Папенхайм († сл. 1264), 1268 г. за Хуго III фон Тетнанг-Монфор-Шеер († 1309), и на сестра († 1281), омъжена за Ото VI фон Бранденбург († пр. 1281). Роднина е на Готфрид II фон Гунделфинген, 1197 г. епископ на Вюрцбург. Племенникът му Дегенхард е епископ на Аугсбург (1303 – 1307).
През 1292 г. Андреас е пропст в Йоринген и от 1296 г. на Св. Гумбертус в Ансбах. През 1297 г. той е архидякон. През 1303 г. е избран за епископ и е одобрен от крал Албрехт I и от архиепископ Герхард II фон Епщайн. Множество князе придружават краля в Регенсбург, от където през август 1304 г. тръгва поход против Бохемия. След завършването на военния поход епископът се завръща във Вюрцбург. Той присъства през 1309 г. на погребението в Шпайер на умрелия на 1 май 1308 г. крал Албрехт I.
За финансовата подкрепа на Бохемския поход, Андреас фон Гунделфинген залага през 1305 г. замък Нойенбург на Валтер фон Зекендорф, и го освобождава отново през 1312 г. През 1304 г. той залага дарените собствености на измрелия благороднически род Волфсберг на бургграф Фридрих IV фон Нюрнберг. През 1307 г. дава Бранденщайн и Шлюхтерн на граф Лудвиг Стари фон Ринек, които дотогава принадлежали на фамилията Бранденщайн.
За осигуряване на мира Андреас сключва съюз с Хайнрих V фон Вайлнау, абат на Фулда, към който през 1308 г. се присъединяват пфалцграф Рудолф I фон Пфалц и Лудвиг IV Баварски. Един подобен съюз Андреас фон Гунделфинген сключва също и с епископа на Бамберг Вулфинг фон Щубенберг.
По времето на службата на Андреас фон Гунделфинген се създават нови пфарайни. Той свиква един диоцезен синод (събор).
Умира вероятно на 14 декември 1313 г. във Вюрцбург. Неговият гроб не съществува вече още през 1775 г.